# 阻止条項

各国における阻止条項の状況
1%未満
1%以上、2%未満
2%以上、3%未満
3%以上、4%未満
4%以上、5%未満
5%以上、6%未満
6%以上、7%未満
7%以上
議会によって異なる

阻止条項（そしじょうこう）は、主に政党名簿比例代表制において、政党がその国または地域で議席を得るのに獲得しなければならない最小限の得票率（しきい値）を規定する条項のことである。足切り条項（あしきりじょうこう）ともよばれる。

## 概要
本来、比例代表制は政党の支持を直接、議席に反映させることができ、死票を少なくすることができる点で理想的な選挙制度であるが、それ故に小党分立を招く欠点がある。現にヴァイマル共和政時代におけるドイツのライヒ議会では完全比例代表制を採用していたため、著しい小党分立状態（分極的多党制）を招き、その結果、ヴァイマル共和政の政権基盤を弱体化させ、ナチスの台頭を招いた。そのため、第二次世界大戦後のドイツでは政治システムを安定化させる意図から阻止条項が設けられ、1949年8月に行われた第1回連邦議会選挙から適用された。
しきい値の影響は小政党の代表権を拒否すること、もしくは小政党が政党連合になるのを強いることである。多くの人はこれが急進派を門前払いすることにより選挙制度ひいては議会制民主主義をより安定させると考えている。得票率（または得票数）を制限する以外に、ブロック割りを行う方法や、政党が獲得しなければならない最低議席数を定める方法がある。当選する政党の数に定数を設ける方法もある。
阻止条項を導入すると国内の少数民族などのマイノリティの政治参加が阻害される恐れがあることから、ドイツのように少数民族政党には阻止条項を適用しないとしている国もある。

## 性質
選挙阻止条項は得票率と議席配分の関係に多数代表的な影響を与えることがある。
阻止条項があるとスポイラー効果や戦略投票が起こり得る。

## 各国の阻止条項
以下の表は主な国の議会における阻止条項について解説したものである。
| 阻止線 得票率 | 国名             | 議会                     | 備考 |
| ------------- | ---------------- | ------------------------ | --- |
| 10%           | トルコ           | 大国民議会※              | 無所属候補には全国単位ではなく選挙区ごとに10％条項が適用。 |
| 7%            | ロシア           | ロシア下院               | 7％以上の得票を得た政党の得票合計が60％未満の場合は、7％未満の政党にも議席配分される。 |
| 5%            | フランス         | 欧州議会                 | |
| 5%            | クロアチア       | サボル 欧州議会          | サボルでは少数民族条項の規定あり。 |
| 5%            | ラトビア         | サエイマ 欧州議会        | サエイマと欧州議会共に5%の閾値適用。 |
| 5%            | リトアニア       | セイマス 欧州議会        | セイマス比例区は5%であるが、政党連合に対しては7%の閾値が適用。 |
| 5%            | アルジェリア     | 国民議会                 | |
| 5%            | チェコ           | 代議院 欧州議会          | 2党からなる政党連合は10%以上、3党からなる政党連合は15%以上、4党以上からなる政党連合の場合は20%以上。 |
| 5%            | スロバキア       | 国民議会※ 欧州議会       | 2～3党からなる政党連合は7%、4党以上からなる政党連合は10% |
| 5%            | ドイツ           | 連邦議会                 | 第1投票（選挙区候補者への投票）で3議席以上を確保した政党、および民族的少数者を代表する政党に対し5％条項は適用されないとされていたが、2023年6月の連邦選挙法改正によって、前者（基本議席条項）は廃止された。       |
| 5%            | ニュージーランド | ニュージーランド議会※    | 1つ以上の選挙区で当選者を出した政党に阻止条項は適用されない。 |
| 5%            | ハンガリー       | 国民議会※ 欧州議会       | 2党からなる政党連合は10%、3党以上からなる政党連合は15% |
| 5%            | ベルギー         | 代議院                   | ブリュッセル・アル・ヴィルヴォルドとルーヴァン及びブラバン・ワロンの三選挙区では阻止条項は適用されない。 |
| 5%            | ポーランド       | セイム 欧州議会          | 政党連合は8%、民族的少数者を代表する政党には阻止条項は適用されない。 |
| 5%            | ルーマニア       | 代議院 欧州議会          | 政党連合は2党の場合8%、3党以上は1%ずつ加算し、最大で10%以上。 |
| 4%            | インドネシア     | 国民議会                 | |
| 4%            | イタリア         | 代議院 欧州議会          | 政党連合は10%以上（かつ属する政党の一つが全国で得票2%以上）。少数言語を代表する政党は各選挙区の20%以上の得票を獲得すれば阻止条項は適用されない。                                                                 |
| 4%            | オーストリア     | 国民議会 欧州議会        | |
| 4%            | スロベニア       | 国民議会                 | |
| 4%            | スウェーデン     | リクスダーゲン※ 欧州議会 | 各選挙区で得票12%以上を獲得した政党は阻止条項の対象外 |
| 4%            | ノルウェー       | ストーティング※          | |
| 3%            | スペイン         | 下院                     | 全国単位ではなく選挙区ごとに阻止条項が設けられている。 |
| 3%            | ギリシャ         | ギリシャ議会※ 欧州議会   | |
| 3%            | ドイツ           | 欧州議会                 | 2009年欧州議会議員選挙までは5%であったが、2014年欧州議会議員選挙より3%に引き下げられることが決定した。しかし連邦憲法裁判所が3%以上の阻止条項は違憲であると判決したため阻止条項そのものが廃止される可能性がある。 |
| 3%            | アルゼンチン     | 国民議会                 | |
| 3%            | 韓国             | 国会※                    | 地域区で5議席以上を得た政党には阻止条項が適用されない。 |
| 2%            | デンマーク       | フォルケティング※        | 2%（デンマーク本土） |
| 2%            | イスラエル       | クネセト                 | |
| 1%未満        | オランダ         | 第二院                   | 0.67% |
| 1ヘア基数     | ブラジル         | ブラジル下院             | |

出典 
※印は一院制議会

## 日本
日本の比例代表選挙には阻止条項は規定されていない。
日本の国政選挙における比例代表選挙で当選した政党等で、歴史上もっとも得票率が低かったのは、1989年（平成元年）に行われた第15回参議院議員通常選挙で当選したスポーツ平和党の約1.77%である。
| 位 | 政党等                         | 選挙         | 選挙区 （議席数） | 得票率 |
| -- | ------------------------------ | ------------ | ----------------- | ------ |
| 1  | スポーツ平和党                 | 1989年参院選 | 比例区 （50議席） | 1.77%  |
| 2  | 生活の党と山本太郎となかまたち | 2016年参院選 | 比例区 （48議席） | 1.91%  |
| 3  | NHKから国民を守る党            | 2019年参院選 | 比例区 （50議席） | 1.97%  |
| 4  | 社会民主党                     | 2019年参院選 | 比例区 （50議席） | 2.09%  |
| 5  | 税金党                         | 1989年参院選 | 比例区 （50議席） | 2.10%  |